# ويليس برادلي هافيلاند
ويليس برادلي هافيلاند (بالإنجليزية: Willis Bradley Haviland)‏ هو طيار أمريكي، ولد في 10 مارس 1890 في منيابولس في الولايات المتحدة، وتوفي في 28 نوفمبر 1944 في كورونا في الولايات المتحدة.